# Adiantum fragile
Adiantum fragile là một loài dương xỉ trong họ Pteridaceae. Loài này được Sw. mô tả khoa học đầu tiên năm 1788.